# Palais présidentiel (Taipei)
Pour les articles homonymes, voir Palais présidentiel (homonymie).
Le palais présidentiel (chinois traditionnel : 總統府 ; pinyin : Zǒngtǒng fǔ ; anglais : Presidential office building) est un bâtiment situé dans le district de Zhongzheng de Taipei, à Taïwan.
Il est depuis 1949 la résidence d'État du président de la république de Chine.

## Présentation

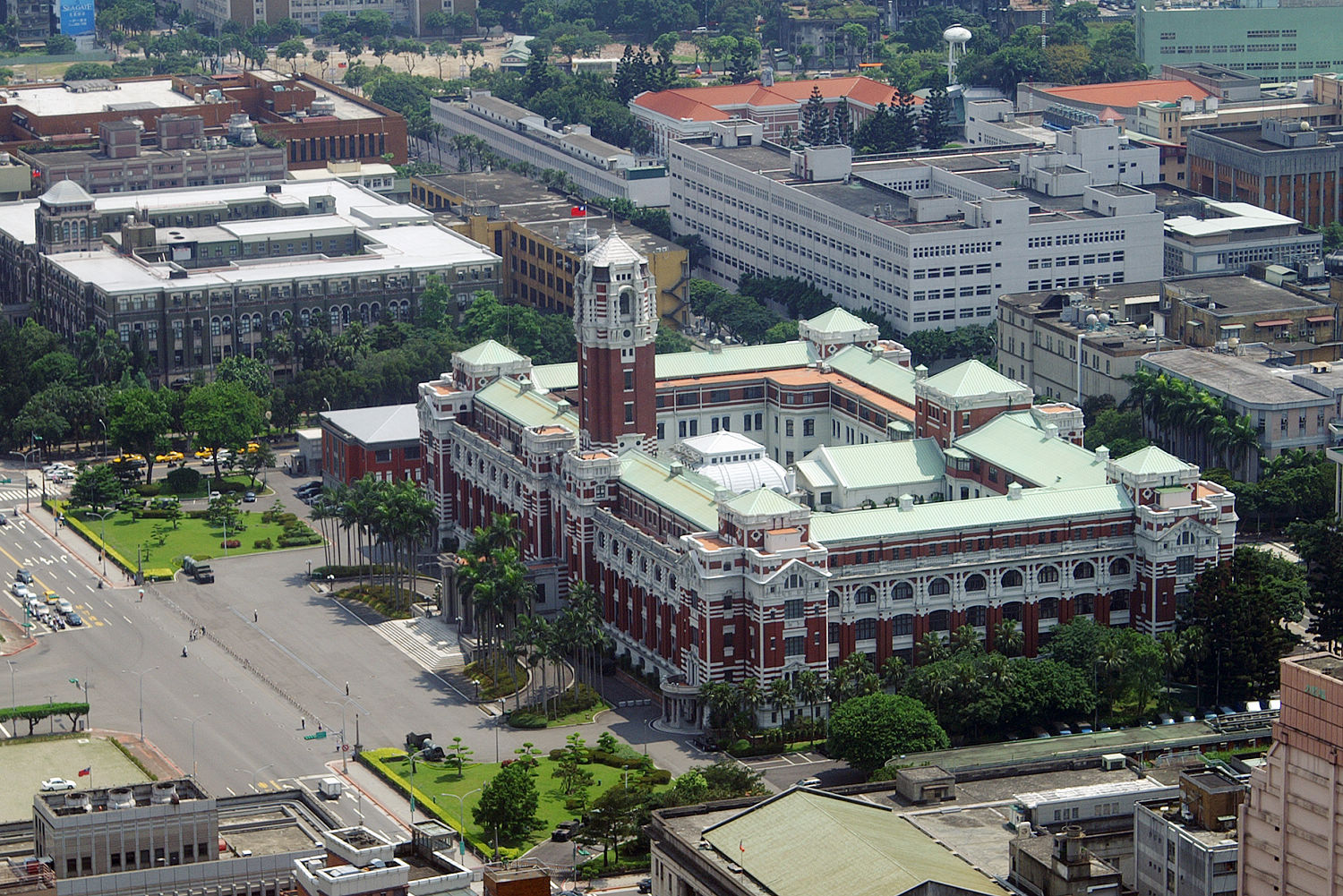
Vue aérienne du palais présidentiel en 2007.

Le bâtiment est construit dans un style d'architecture de la Renaissance tardive. La base de l'édifice consiste en des corridors de cinq étages encerclant deux cours, formant deux carrés accolés d'une superficie totale de 6 930 m2. L'entrée principale est surmontée par la tour centrale, s'élevant sur onze étages. La façade extérieure consiste en une armature en acier et de béton, le tout couvert d'une coloration rouge et blanche,.
Le palais présidentiel se situe à quelques pas du parc du Mémorial de la Paix 228.

## Historique
Le 14 juin 1895, alors que l'île de Taïwan est sous occupation japonaise, le premier gouverneur général de Taïwan Kabayama Sukenori déplace temporairement le siège de son gouvernement à Taipei, dans les anciens locaux du secrétariat de la dynastie Qing. Ce bâtiment est alors le plus grand de la ville. Le siège du pouvoir était jusque-là basé à Keelung, au nord-ouest. En 1905, l'édifice est endommagé par un incendie, alors qu'il était déjà dans un piètre état depuis la transition entre les Qing et les Japonais.
Le 4e gouverneur général Kodama Gentarō décide alors de faire construire un nouveau bâtiment pour abriter l'administration de l'île. Cette décision concorde avec le plan d'aménagement urbain voulu en 1900 par Yoshio Murakami, président de la commission de l'organisation urbaine de Taipei.
Un concours d'architecture est ouvert pour la réalisation du nouvel édifice. Gotō Shinpei, alors chargé des affaires civiles sous la direction du gouverneur général en encourage la mise en place pour impliquer la population. L'événement se déroule en deux phases, en 1906 et 1907 ; le vainqueur est désigné par un jury, avant d'être validé par le gouverneur général. Sept participants sont retenus à l'issue du premier , qui sont incités à affiner leurs propositions avant la sélection finale. Le favori Kichibei Suzuki, voit son projet rejeté, jugée trop proche du palais de la Paix de La Haye et pas assez travaillé. Aucun vainqueur n'est finalement retenu par le comité de sélection. Le second projet est celui de Uheiji Nagano (ja), mais n'est pas éligible suivant les règles du concours, étant donné son classement. En l'absence d'un architecte désigné par cette voie, c'est finalement Matsunosuke Moriyama (ja) qui est chargé de mener le projet. Il reprend les dessins d'Uheiji Nagano, mais procède à une modification majeure qui réside dans l'aspect final de la tour centrale.

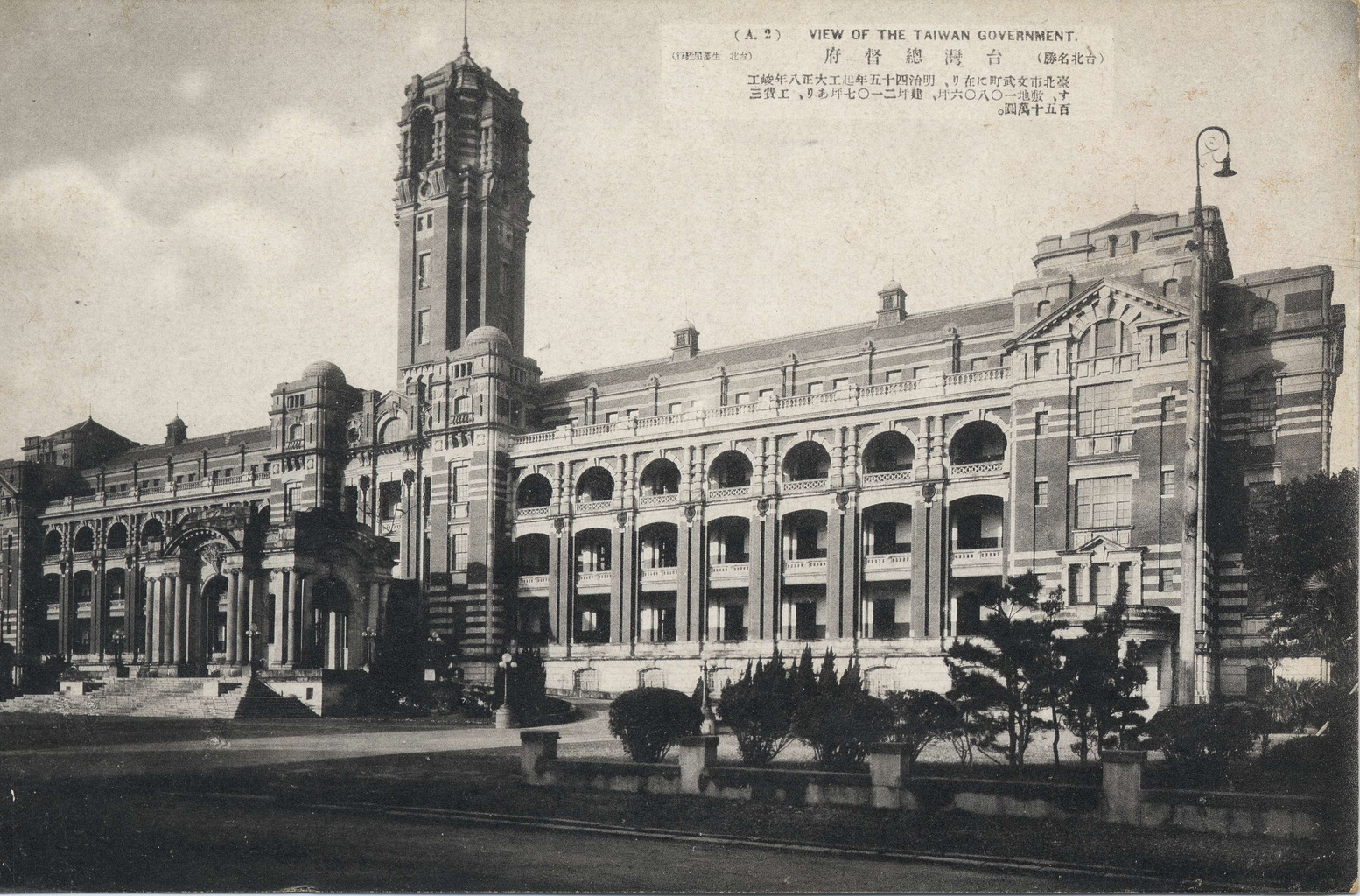
Le bureau du gouverneur général de Taïwan, sous l'ère de domination japonaise.

La construction débute en juin 1912, la structure principale étant achevée en juin 1915. L'« Office du gouverneur général » est achevé en mars 1919, date de l'installation de l'administration dans ses murs. Le coût de la construction s'élève à 2,8 millions de yen.
Durant la fin de la Seconde Guerre mondiale, l'édifice est sérieusement endommagé par les bombardements, malgré des efforts faits pour le camoufler. Un incendie le ravage trois jours durant. À l'issue du conflit, alors que l'île de Taïwan revient sous la souveraineté de la république de Chine, la reconstruction du palais est entamée.
En 1946, après les rénovations, il est renommé Chieh Shou Hall en l'honneur du 60e anniversaire du président de la république de Chine Tchang Kaï-chek (Chieh étant une transcription du nom Kai, Shou exprimant la longévité).
À l'issue de la guerre civile chinoise, le gouvernement de la république de Chine s'y installe en 1949,.
Le bâtiment est classé comme site national historique depuis 1998, et est partiellement ouvert au public,.
En 2006, il retrouve un nom plus générique, celui de palais présidentiel,, à l'initiative du président Chen Shui-bian, du Parti démocrate progressiste.

## Reproductions
Une reproduction des rues du centre-ville de Taipei, comprenant un bâtiment fortement inspiré du palais présidentiel, est dévoilée en 2015 via images satellites de la base d'entraînement au combat de l'Armée populaire de libération de Zhurihe, en Mongolie-Intérieure,.